# Avenue de Choisy
Avenue de Choisy je ulice v Paříži. Nachází se ve 13. obvodu. Spolu s Avenue d'Ivry je jednou z hlavních os pařížské asijské čtvrti.

## Poloha
Ulice vede od křižovatky s Boulevardem Masséna směrem na sever, kříží Rue de Tolbiac, kde se spojuje s Avenue d'Ivry a končí na Place d'Italie, společně s Boulevard Vincent-Auriol a Avenue d'Italie. Je dlouhá 1310 metrů a široká 30 metrů, od Rue de Tolbiac její šířka činí 31,50 m.

## Historie
Už na plánu z roku 1672 je uváděna jako cesta z Vitry. Součástí Paříže se ovšem stala až v roce 1860 při rozšíření města až k jeho hradbám. Do té doby oddělovala obce Gentilly a Ivry-sur-Seine. Svůj současný název odvozuje od města Choisy-le-Roi, kam vede státní silnice 305, která je prodloužením Avenue de Choisy přes Ivry-sur-Seine. V římské době tvořila část staré cesty z Lyonu do Lutetie.
Urbanizace ulice začala až od druhé poloviny 19. století, když se zde rozvíjel průmysl. Vznikla zde automobilka Panhard (při renovaci přeměněná na byty a obchodní centrum) nebo čokoládovna Lombart (přestavěná na Lycée Gabriel Fauré) a rovněž velká plynárna, na jejímž místě se dnes rozkládá park Choisy. Růst obyvatel vedl rovněž k založení kostela Saint-Hippolyte.
Až do 60. let 20. století patřila Avenue de Choisy ke klasické dělnické zástavbě 13. obvodu. Od 60. let a na počátku 70. let probíhala operace Italie 13, jejímž cílem byla obnova rozsáhlé oblasti v jižní části 13. obvodu. To mělo za následek výstavbu několika výškových budov (cca 30 pater) a nákupního centra na počátku Avenue de Choisy. Po tomto radikálním období obnovy se demografická skladba Avenue de Choisy velmi proměnila s příchodem imigrantů z Vietnamu a dalších asijských zemí, takže dnes je lemovaná po celé délce množstvím asijských restaurací a obchodů.

## Významné objekty
- Place de Vénétie, náměstí s obchodním centrem a výškovými obytnými budovami vzniklo v rámci operace Italie 13 na místě bývalé automobilky Panhard.
- Kostel Saint-Hippolyte z let 1909-1924, architekt Jules Astruc (1862-1935), postavený díky vstřícnosti průmyslnické rodiny Panhard.
- Dům č. 34 je bývalá pekárna vyzdobená v letech 1927-1937. V roce 1984 byl dům zapsán na seznam historických památek.
- Lycée Gabriel Fauré, lyceum na místě bývalé čokoládovny Lombart.
- Parc de Choisy z let 1936-1937 na místě bývalé plynárny.
- Nadace George Eastmana je stavba z červených cihel postavená v roce 1937 z donace amerického vynálezce Kodaku jako dětská zubní ordinace. Městské zubní centrum zde sídlí dodnes.